# Svatá Alžběta (Banát)
Svatá Alžběta (česky též Lizabeta, rumunsky Sfânta Elizabeta, německy Sankt Elisabeth, Elisabethfeld) je nejstarší, již zaniklá česká vesnice v rumunském Banátu, nacházející se nedaleko Svaté Heleny. Vesnice byla založena prvními dvěma vlnami českých přistěhovalců v letech 1820 až 1823 a zanikla roku 1847, když se obyvatelé kvůli nedostatku vody odstěhovali do Svaté Heleny. Dnes se na místě tehdejší vesnice nacházejí zarostlé i udržované louky a kukuřičná pole a její přesná poloha je předmětem výzkumů. V místě bylo vybudováno několik větrných elektráren. Dostat se tam lze po červené turistické značce Klubu českých turistů ze Svaté Heleny směrem na Gerník (asi 30 minut).

## Historie
80 rodin přistěhovalců z Klatovska, Domažlicka, Kladenska a Čáslavska se do dosud neobydlené části Banátu nechalo zlákat pod slibem přidělení půdy, osvobození od vojenské služby, roboty a daní jistým podnikatelem se dřevem Györgym Magyarlym, který pocházel z Oravice. Na svých vozech cestovali skoro dva měsíce. Kolonizace tohoto území z ostatních částí Rakouské říše byla podporována říšskými zákony, protože byla považována za potřebnou k ochraně Banátské vojenské hranice pro případ turecké expanze. Tato první vlna přistěhovalců z Čech se dělila na tři skupiny. První a druhá, které opustily Čechy v letech 1820–1821, resp. 1823, založily Svatou Alžbětu. Třetí z roku 1824 nedalekou Svatou Helenu. Obě vsi čítaly v době založení dohromady 338 lidí, jejich jména byla údajně zvolena podle jmen Magyarlyových dcer. Svatá Alžběta měla původně převážně římskokatolické obyvatelstvo, Svatá Helena evangelické. 
Magyarly však roku 1826 zastavil lesní práce a i s nářadím zmizel neznámo kam. Obyvatelé se museli přeorientovat na malorolnictví. Roku 1826 byli obyvatelé obou vesnic na svou žádost přijati do svazku vojenských pohraničníků 13. rumunsko-banátského pohraničního okruhu. Svatá Alžběta již roku 1847 zanikla kvůli nedostatku vody a její obyvatelé se přestěhovali do Svaté Heleny. Další české vesnice a kolonizační vlny již vznikaly přímo z popudu rakouské vojenské správy a uherské vlády.